# Гавришівська сільська рада
| Гавришівська сільська рада — колишній орган місцевого самоврядування у Вінницькому районі Вінницької області з адміністративним центром у c. Гавришівка. Сільській раді були підпорядковані населені пункти: - c. Гавришівка |

## Склад ради
Рада складалася з 16 депутатів та голови.

## Керівний склад сільської ради
| ПІБ                             | Основні відомості                                                               | Дата обрання | Дата звільнення |
| ------------------------------- | ------------------------------------------------------------------------------- | ------------ | --------------- |
| Бахнівський Олександр Францович | Сільський голова, 1978 року народження, освіта, безпартійний                    | 26.03.2006   | 31.10.2010      |
| Бахнівський Олександр Францович | Сільський голова, 1978 року народження, освіта середня спеціальна, безпартійний | 31.10.2010   |                 |

Примітка: таблиця складена за даними джерела